# راز موناکر
راز موناکر (به انگلیسی: The Secret of Moonacre) فیلمی محصول سال ۲۰۰۸ به کارگردانی گابور سسیپو است. در این فیلم بازیگرانی همچون یوان گریفید ، تیم کوری، رابین رایت، ناتاشا مک‌الهون، جولیت استیونسون، داکوتا بلو ریچاردز، آگوستوس پرو ایفای نقش کرده‌اند.

## خلاصه داستان
این فیلم راجع به دختری است که به تازگی پدرش را از دست داده و با معلم خصوصی اش به دعوت عموی کوچکش به خانه او نقل مکان میکند،که از شب ورود به کاخ عمویش متوجه اتفاقات عجیبی میشود و...